# Franciszek Głuski
Franciszek Głuski herbu Ciołek – miecznik lubelski w latach 1784–1786, wojski mniejszy lubelski w latach 1779–1784, skarbnik lubelski w 1779 roku, podkomorzy dorpacki, członek Lubelskiej Komisji Boni Ordinis w 1780 roku.